# شهرستان مریوان
شهرستان مریوان در استان کردستان ایران است . مرکز آن شهر مریوان است . شهرستان مریوان از شمال به شهرستان سقز ، از شرق و جنوب شرقی با شهرستان سنندج ، از جنوب به شهرستان پاوه و از غرب و شمال غرب با کشور عراق همسایه است.

## جمعیت

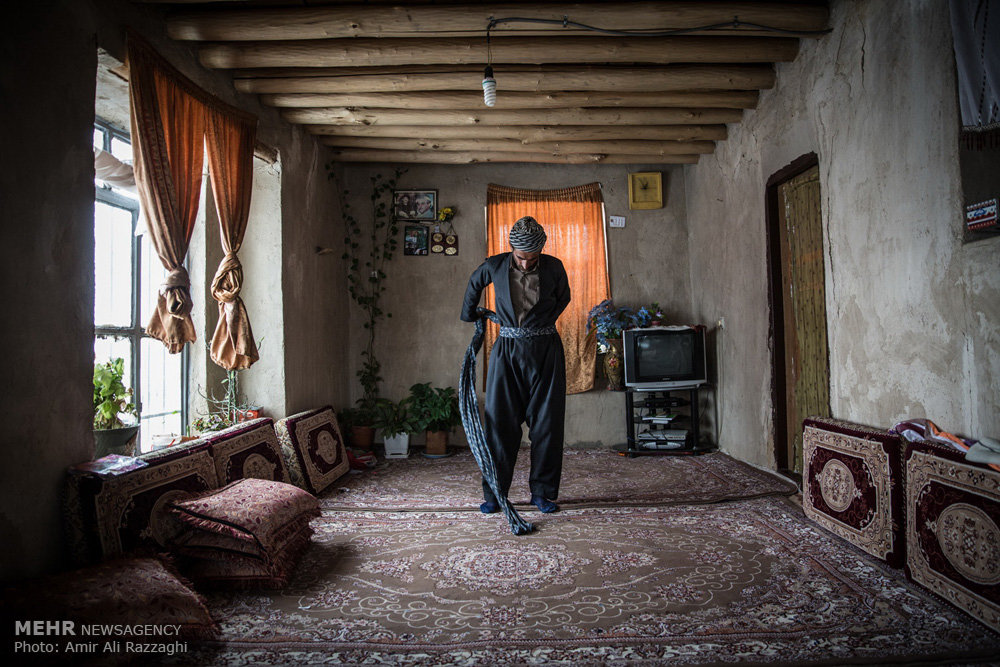
خانه‌های روستایی در روستای بلکر واقع در بخش سرشیو

جمعیت این شهرستان طبق سرشماری سال ۱۳۹۵، برابر با ۱۹۵٬۲۶۳ نفر بوده‌است.
در حال حاضر براساس سرشماری عمومی نفوس و مسکن سال ۱۳۹۵ خورشیدی، جمعیت کل شهرستان ۱۹۵٬۲۶۳ نفر، جمعیت نقاط شهری ۱۵۱٬۱۸۸ نفر و جمعیت نقاط روستایی ۴۴٬۰۷۴ نفر می‌باشد؛ که سومین شهرستان استان کردستان به‌شمار می‌رود.
از جمعیت ۱۹۵٬۲۶۳ نفری کل شهرستان مریوان تعداد ۹۹٬۹۵۶ نفر را مردان و تعداد ۹۵٬۳۰۷ نفر را زنان تشکیل می‌دهند.
زبان مردم شهرستان مریوان کردی بابانی ( سورانی است.

### تقسیمات سیاسی
شهرستان مریوان بر اساس آخرین تقسیمات کشوری در سال ۱۳۹۰:
به ۴ شهر، ۳ بخش، ۶ دهستان و ۱۷۶ آبادی، با ۱۵۱ آبادی دارای سکنه و ۲۵ آبادی خالی از سکنه تقسیم‌بندی شده‌است.
شهرستان مریوان تا قبل از سال ۱۳۳۷ تحت عنوان «بخشداری مریوان» از بخش‌های تابعه شهرستان سنندج بود. در آن زمان «کلاترزان، سروآباد و سرشیو» جزو حوزهٔ مریوان محسوب می‌شد. با انتزاع کلاترزان و سروآباد، هم‌اکنون شهرستان مریوان دارای سه بخش «مرکزی، سرشیو و خاومیرآباد» است.
بخش مرکزی شهرستان به مرکزیت شهر مریوان دارای ۳ دهستان و ۷۴ آبادی، با ۶۶ آبادی دارای سکنه و ۸ آبادی خالی از سکنه می‌باشد. دهستان‌های این بخش عبارتند از: «دهستان سرکُل به مرکزیت شهر کانی‌دینار، دهستان کوماسی به مرکزیت روستای پیرخضران و دهستان زریبار به مرکزیت روستای نی» مساحت این بخش حدود ۹۴۱ کیلومترمربع و جمعیت آن تقریباً ۱۲۲٬۰۶۳ نفر می‌باشد.

نقشه سیاسی شهرستان ۲

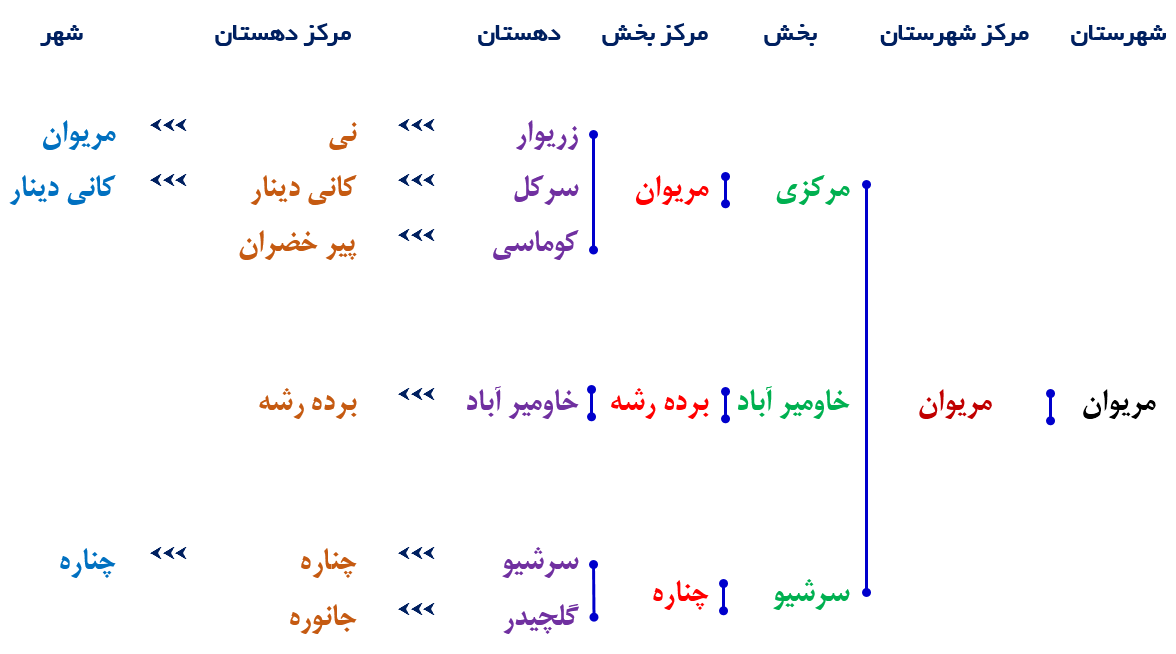
تقسیمات سیاسی شهرستان

بخش «سرشیو» به مرکزیت شهر «چناره» دارای ۲ دهستان و ۶۲ آبادی، با ۵۳ آبادی دارای سکنه و ۹ آبادی خالی از سکنه می‌باشد. دهستان‌های این بخش عبارتند از: «سرشیو به مرکزیت شهر چناره و دهستان گلچیدر به مرکزیت روستای جانوره خوارگ» مساحت این بخش حدود ۱۰۴۷ کیلومترمربع و جمعیت آن تقریباً ۳۰٬۸۹۹ نفر می‌باشد.
بخش «خاوومیرآباد» هم به مرکزیت شهر «برده‌رشه» دارای ۱ دهستان به اسم «خاوومیرآباد» و تعداد ۴۰ آبادی، با ۳۲ آبادی دارای سکنه و ۸ آبادی خالی از سکنه می‌باشد. مساحت این بخش حدود ۳۳۸ کیلومترمربع و جمعیت آن تقریباً ۱۵٬۸۱۲ نفر می‌باشد.
بخش «سرشیو» به مرکزیت شهر «چناره» دارای ۲ دهستان و ۶۲ آبادی، با ۵۳ آبادی دارای سکنه و ۹ آبادی خالی از سکنه می‌باشد. دهستان‌های این بخش عبارتند از: «سرشیو به مرکزیت شهر چناره و دهستان گلچیدر به مرکزیت روستای جانوره» مساحت این بخش حدود ۱۱۶۷٫۴ کیلومترمربع و جمعیت آن تقریباً ۹۰۰۰ نفر می‌باشد.
بخش «خاوومیرآباد» هم به مرکزیت روستای «برده‌رشه» دارای ۱ دهستان به اسم «خاوومیرآباد» و تعداد ۴۰ آبادی، با ۳۲ آبادی دارای سکنه و ۸ آبادی خالی از سکنه می‌باشد. مساحت این بخش حدود ۳۳۸ کیلومترمربع و جمعیت آن تقریباً ۱۵٬۸۱۲ نفر می‌باشد.
| مردان | سن    | زنان   |
| ----- | ----- | ------ |
| ۲۴    | +۱۰۰  | ۱۷     |
| ۱۲    | ۹۵–۹۹ | ۱۱     |
| ۳۰    | ۹۰–۹۴ | ۳۱     |
| ۱۳۲   | ۸۵–۸۹ | ۱۰۷    |
| ۶۵۷   | ۸۰–۸۴ | ۴۷۳    |
| ۹۵۳   | ۷۵–۷۹ | ۶۷۶    |
| ۸۲۸   | ۷۰–۷۴ | ۷۷۰    |
| ۱٬۱۸۲ | ۶۵–۶۹ | ۱٬۰۷۵  |
| ۱٬۶۴۹ | ۶۰–۶۴ | ۱٬۹۵۶  |
| ۲٬۳۹۱ | ۵۵–۵۹ | ۲٬۳۳۷  |
| ۲٬۶۴۵ | ۵۰–۵۴ | ۲٬۷۴۸  |
| ۳٬۵۲۵ | ۴۵–۴۹ | ۳٬۴۷۸  |
| ۵٬۶۲۲ | ۴۰–۴۴ | ۵٬۴۴۸  |
| ۶٬۹۱۵ | ۳۵–۳۹ | ۶٬۴۵۱  |
| ۸٬۲۸۸ | ۳۰–۳۴ | ۷٬۲۰۶  |
| ۹٬۴۴۹ | ۲۵–۲۹ | ۹٬۲۸۹  |
| ۹٬۶۴۶ | ۲۰–۲۴ | ۱۰٬۲۱۴ |
| ۸٬۹۵۱ | ۱۵–۱۹ | ۸٬۷۸۷  |
| ۶٬۹۴۳ | ۱۰–۱۴ | ۶٬۷۲۷  |
| ۷٬۵۶۷ | ۵–۹   | ۷٬۳۲۸  |
| ۸٬۲۹۸ | ۰–۴   | ۷٬۹۳۲  |

## تقسیمات کشوری
- دهستان خاوومیرآباد
- بخش مرکزی شهرستان مریوان
  - دهستان زریوار
  - دهستان سرکل
  - دهستان کوماسی

شهرها: مریوان و کانی دینار
- بخش سرشیو
  - دهستان سرشیو
  - دهستان گلچیدر

شهر: چناره
- بخش خاوومیرآباد
  - دهستان خاوومیرآباد

شهر: برده رشه

## موقعیت جغرافیایی
شهرستان مریوان با طول و عرض جغرافیایی بین ۳۵ درجه و ۴۸ دقیقه تا ۳۵درجه و ۲ دقیقه عرض شمالی و ۴۶ درجه و ۴۵ دقیقه تا ۴۵ درجه و ۵۸ دقیقه طول شرقی نصف‌النهار گرینویچ در باختر استان کردستان قرار گرفته‌است.